# Krach giełdowy
Krach giełdowy, panika giełdowa, szok giełdowy – nagły, gwałtowny spadek kursów akcji większości spółek notowanych na giełdzie. Krach spowodowany jest nagłym pogorszeniem nastrojów inwestorów prowadzącym do paniki i nagłej wyprzedaży walorów.

## Przyczyny
Zwolennicy teorii efektywności rynku uważają, że u podstaw krachu leżą racjonalne przyczyny, gdyż uczestnicy rynku działają racjonalnie i podejmują świadome decyzje.
Zwolennicy teorii nieefektywności rynków uważają, że są one związane z psychologią zachowań uczestników rynku, którzy czasami skłonni są działać nieracjonalnie (czego innym przykładem jest np. masowe uczestnictwo w grach loteryjnych). Jeżeli wzrost cen akcji trwa odpowiednio długo, na rynek napływa coraz więcej pieniędzy, od kolejnych osób (inwestorów). Powoduje jeszcze większe wzrosty. Pojawia się irracjonalne przekonanie, że wzrost wartości jest rzeczywisty. Dopóki przystępujący do piramidy są liczniejsi, wszyscy którzy chcą wycofać wkład mogą zrealizować swój zysk. W pewnym momencie jednak brakuje nowych uczestników i ceny akcji zaczynają gwałtownie spadać, bo wszyscy próbują się jednocześnie wycofać.
Zwolennicy szkoły austriackiej (np. Ludwig von Mises) stoją po stronie teorii nieefektywności. Główną przyczynę powstawania krachów widzą w nadmiernej kreacji pieniądza inicjowanej przez banki centralne. Wedle tej teorii, pieniądz taki, kreowany przez niskie stopy procentowe, jako obarczony minimalnym ryzykiem, kierowany jest w dużym stopniu właśnie na giełdę, sprzyjając lokowaniu „sztucznego” kapitału w papiery o wątpliwej realnej kondycji, czyli spekulację. Ponieważ jednak emisja taniego pieniądza musi się zawsze kiedyś skończyć z innych przyczyn (np. galopującej inflacji cen oraz innych negatywnych globalnych skutków dla gospodarki), giełda, odcięta od źródła taniego pieniądza, wraca do swojego stanu równowagi, co odczuwane jest jako pęknięcie bańki spekulacyjnej, czyli krach giełdowy.